# Максим Манько
Макси́м Манько́ (англ. Maksim Manko; нар. 11 травня 1989) — новозеландський футболіст українського походження, півзахисник.

## Біографія
Народився 11 травня 1989 року в Києві. У 5 років переїхав із сім'єю до Нової Зеландії. Грати у футбол почав у віці 6 років. Паралельно займався також плаванням, але згодом обрав футбол. У віці 19 років був запрошений до юнацької збірної Нової Зеландії (U-20), проте на поле не виходив. Першою професійною командою став клуб «Трі Кінгс Юнайтед», де Манько познайомився з гравцем з Аргентини, після чого захотів виступати в цій країні. Наступні чотири роки Манько збирав гроші для переїзду до Аргентини та вчив іспанську мову. Взимку 2011/12 підписав контракт із клубом із нижчих дивізіонів Аргентини «Спортіво Док-Суд». Під час виступу в Аргентині гравець познайомився з англійським агентом, який домовився про його перехід до клубу чемпіонату Коста-Рики «Сантос де Гуапілес». Проте попередній агент не хотів відпускати гравця, через що перехід довелося відкласти. Наступні пів року провів у Новій Зеландії, після чого вирушив до «Сантосу». Влітку 2013 року знову повернувся до Нової Зеландії. У 2014 році підписав контракт з Вайтакере Юнайтед. У 2015 році виступав за команди нижчих ліг Чилі. Потім знову вернувся до Нової Зеландії.

## Клуби
- 2008-2010:  Нова Зеландія Трі Кінгс Юнайтед
- 2010-2011:  Нова Зеландія Вайкато, 14 (1)
- 2011:  Нова Зеландія Бей Олімпік, 7 (8)
- 2011-2012:  Аргентина Спортиво Док-Суд, 14 (3)
- 2012:  Нова Зеландія Трі Кінгс Юнайтед
- 2012:  Нова Зеландія Вайтакере Юнайтед, 5 (0)
- 2013:  Коста-Рика Сантос де Гуапілес 20 (2)
- 2013:  Нова Зеландія ВейБОП Юнайтед, 7 (4)
- 2013:  Нова Зеландія Бей Олімпік
- 2014:  Нова Зеландія Вайтакере Юнайтед, 8 (3)
- 2014-2015:  Нова Зеландія Трі Кінгс Юнайтед
- 2015:  Чилі Пласілля
- 2015:  Чилі Уніон (Пуманка)
- 2015-2016:  Нова Зеландія ВейБОП Юнайтед, 4 (0)
- 2016-2018:  Нова Зеландія Трі Кінгс Юнайтед
- 2018:  Нова Зеландія Те Атату АФК
- 2019:  Нова Зеландія Гленфілд Роверс
- 2019:  Нова Зеландія Вайтакере Сіті
- 2020:  Нова Зеландія ФК «Метро»
- 2021:  Нова Зеландія Онегунга Мангер Юнайтед

## Досягнення
«Вайтакере Юнайтед»
- Чемпіон Нової Зеландії: 2012/2013
- Володар кубка ASB Charity (1): 2012